# JEWELS 4th RING
JEWELS 4th RING（ジュエルス・フォース・リング）は、日本の女子総合格闘技団体「JEWELS」の大会の一つ。2009年7月11日、東京都江東区新木場の新木場1stRINGで開催された。

## 大会概要
JEWELS 3rd RINGで石岡沙織が藤井惠に対戦要求し、対戦が決定した2人がメインイベントで対戦し、藤井が腕ひしぎ十字固めで一本勝ち。石岡にとっては世代交代マッチと見られたが、藤井の壁を越えられなかった。

## 試合結果

### オープニングファイト
オープニングファイト第1試合 JEWELSアマチュアルール -54kg契約 5分1R
○  村田恵実 vs.  鹿児島陽子 ×
1R 0:53 TKO（パンチ連打）
オープニングファイト第2試合 JEWELSアマチュアルール -52kg契約 5分1R
○  浜崎朱加 vs.  MIYOKO ×
1R 1:07 TS（腕ひしぎ十字固め）

### 本戦カード
第1試合 JEWELS公式ルール -60kg契約 5分2R
○  北村ヒロコ vs.  HARUMI ×
1R 3:51 三角絞め
第2試合 JEWELS公式ルール -56kg契約 5分2R
○  葛西むつみ vs.  セリーナ ×
1R 3:06 チキンウィングアームロック
第3試合 JEWELS公式ルール -50kg契約 5分2R
○  小寺麻美 vs.  関友紀子 ×
1R 4:47 腕ひしぎ十字固め
第4試合 JEWELS公式ルール -64kg契約 5分2R
○  杉山しずか vs.  HARI ×
5分2R終了 判定3-0
第5試合 JEWELS公式ルール -54kg契約 5分2R
○  長野美香 vs.  富田里奈 ×
2R 0:35 腕ひしぎ十字固め
第6試合 JEWELS公式ルール -60kg契約 5分2R
○  赤野仁美 vs.  森藤美樹 ×
2R 4:17 TS（ストレートアームバー）
第7試合 セミファイナル シュートボクシングルール -50kg契約 3分3R
○  レーナ vs.  トモコSP ×
3R終了 判定3-0（30-26、30-26、30-27）
第8試合 メインイベント JEWELS特別ルール（パウンドあり） -52kg契約 5分3R
○  藤井惠 vs.  石岡沙織 ×
2R 4:17 腕ひしぎ十字固め